# Erich Schüttauf
Erich Schüttauf (ur. 1887, zm. 1 stycznia 1952) – zbrodniarz hitlerowski, członek załogi niemieckich obozów koncentracyjnych Flossenbürg i Mauthausen-Gusen oraz SS-Obersturmführer.
Urodził się w Dreźnie, ukończył technikum w Wiedniu. Walczył w I wojnie światowej jako podoficer. 2 września 1939 został wcielony do Waffen-SS. Skierowano go do służby w kompanii wartowniczej obozu Flossenbürg, gdzie pozostał do grudnia 1941. Następnie Schüttauf został przeniesiony do kompleksu obozowego Mauthausen-Gusen, gdzie pozostał do końca wojny, pełniąc w Gusen I funkcję dowódcy kompanii wartowniczej. Był odpowiedzialny za rozstrzeliwanie więźniów przez podległych mu wartowników SS. Nakazywał im również maltretowanie więźniów. W lipcu i sierpniu 1944 kierował utworzeniem podobozu Aafa we Florisdorfie.
Został skazany w procesie załogi Mauthausen-Gusen (US vs. Erich Schüttauf i inni) na dożywocie przez amerykański Trybunał Wojskowy w Dachau. Zmarł w więzieniu Landsberg w 1952.